# ショショーニ族

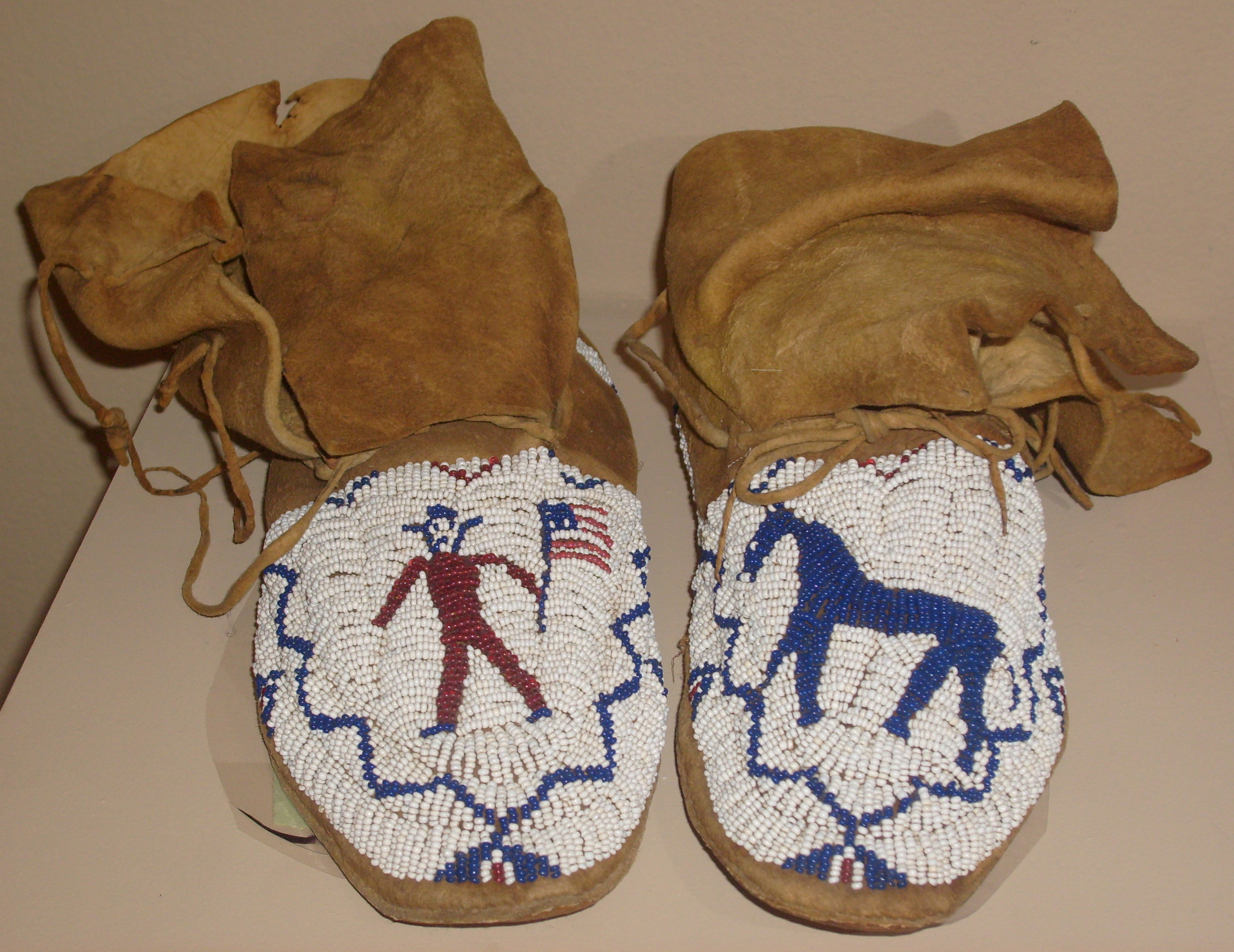
1900年頃、ワイオミングのショショーニ族インディアンが作ったビーズ飾りのモカシン

ショショーニ族（ショショーニぞく）、またはショーショーニー族（ショーショーニーぞく、英: Shoshone, Shoshoni）は、アメリカインディアン部族である。文化的・言語的に、次の4つの支族に分けられる。
- 東ショショーニ族: ワイオミング州
- 北ショショーニ族: アイダホ州南東部
- 西ショショーニ族: ネバダ州、ユタ州北部
- ゴシュート族: ユタ州西部、ネバダ州東部

彼らは伝統的にユト・アステカ語族のヌミック語群の一部に分類されるショショーニ語を話す。ショショーニ族は周辺の部族や初期のヨーロッパ系アメリカ人からはスネーク・インディアンと呼ばれていた。

## 部族名の由来
「ショショーニ」という名前はソソニ（Sosoni）からきており、ショショーニ語で長く伸びた草を意味する。ショショーニ族の伝統的な家は草で作られていたことから、周辺の部族では彼らを「草の家の人（Grass House People）」と呼ぶ者もいた。ショショーニ族での自称は「人々」を意味する「Newe」である。
メリウェザー・ルイスは1805年、ショショーニ族のことを「Sosoneesあるいはスネーク・インディアン」と記録した。

## 言語
ショショーニ語は、現在約1,000人の話者がいる。ユト・アステカ語族の中央ヌミック語群に属している。話者はネバダ州中央部からワイオミング州中央部まで散らばっている。最も多くの話者（子どもも含む）が存在するのは、ダックバレーとゴシュート保留地である。アイダホ州立大学にはショショーニ語の授業もある。

## 歴史

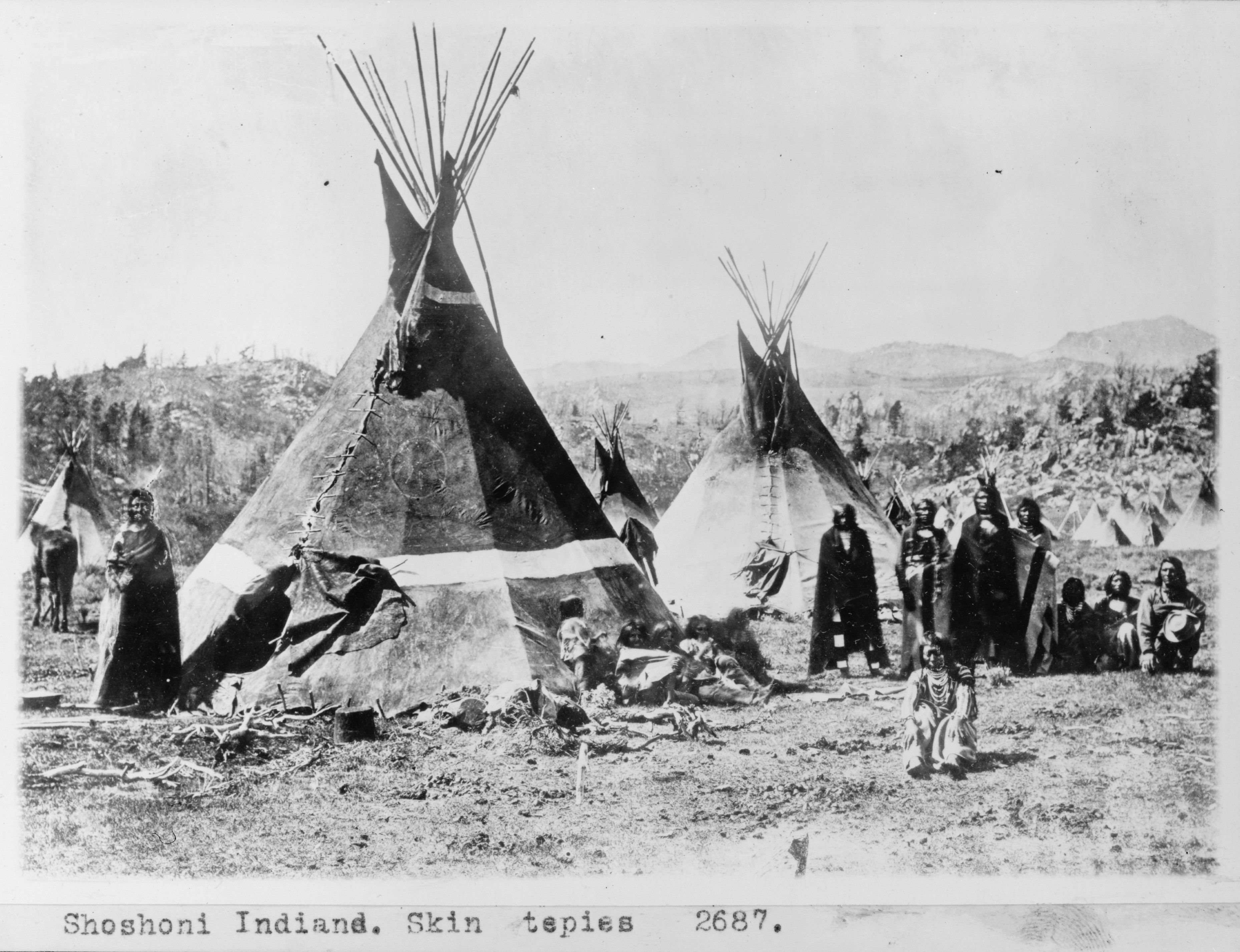
ショショーニ族の夏の野営用住居（ティーピー）
1870年、W・H・ジャクソンがウィンドリバー山脈で撮影

ショショーニ族はグレートベースンの西側に起源を持つネイティブアメリカンの部族で、そこからアイダホ州、ワイオミング州など北や東へ広がっていった。西暦1500年までに、東ショショーニ族の一部がロッキー山脈を越え、グレートプレーンズへと達した。その後ブラックフット族、クロウ族、ラコタ（スー族）、シャイアン族、アラパホ族などの部族から圧力を受け、交戦状態となり、東ショショーニ族は南や西へ移動した。はるか南のテキサス州まで移動した一団は1700年までにコマンチェ族を形成した。
多くのヨーロッパ系アメリカ人の入植者が西部へと進出し、先住民との緊張が高まった。19世紀の後半は、至る所で戦闘が発生した。ポカテッロ酋長に率いられた北ショショーニ族は、1860年代にアイダホ州の開拓者と戦った。アイダホ州の都市ポカテッロの市名は彼の名に因んでいる。より多くの入植者がショショーニ族が狩りを行う領域に侵入し、先住民らは食料を得るために農場や牧場を襲撃し、開拓者を攻撃した。1863年、アメリカ陸軍が410人の北西ショショーニ族を無差別虐殺したとされるベア川の虐殺を最後に戦闘は終結した。この軍事行動は、ショショーニ族がアメリカ陸軍の手に掛けられ、最も多くの犠牲者を出した出来事であった。

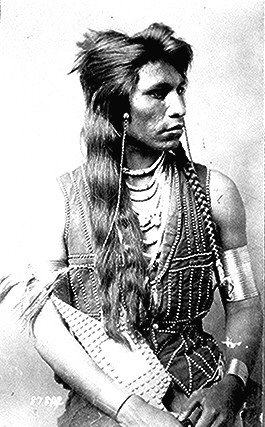
ラビット・テイル

ショショーニ族と同盟関係にあったバノック族は、1864年から1868年のスネーク戦争、1878年のバノック戦争で共にアメリカ陸軍と戦った。1876年のローズバッドの戦いでは、ショショーニ族はアメリカ陸軍側につき、宿敵であったラコタ族やシャイアン族と戦った。
1879年、約300人の東ショショーニ族の一団（シープイーターズとして知られる）はシープイーター・インディアン戦争に巻き込まれた。この戦いは現在の太平洋岸北西部地域においては最後のインディアン戦争となった。
1911年、ショショーニ・マイクとしても知られるマイク・ダゲットに率いられた小さなバノック族の集団は、ネバダ州ワショ―郡で4人の牧場主を殺害した。自警団が組織され、1911年2月26日にはそのインディアンの集団に追いつき、そのうち8人を殺した。このとき自警団のエド・ホーグルも殺された。この戦闘で生き残った3人の子供と1人の女性が捕えられた。牧場主は、集団の残り（成人男性3人、成人女性2人、青年男子2人、子ども3人）をスミソニアン協会へ研究のために寄贈した。1994年、彼らはアイダホ州のフォートホール・インディアン居留地に送還された。
2008年、北西ショショーニ族はベア川の虐殺史跡とその周辺の土地を獲得した。彼らは神聖な土地を守り、犠牲者を追悼する記念碑を建立することを望んでいた。

## 人口
1845年の北ショショーニ族と西ショショーニ族の人口の合計は約4,500人と推計されるが、感染性の病気の流行や戦闘によりその数を大きく減らした。大陸横断鉄道が完成した1869年以降、過去に例を見ない人数のヨーロッパ系アメリカ人移民が彼らの領域に入り込んだ。
1937年、インディアン事務局の調査では北ショショーニ族が3,650人、西ショショーニ族が1,201人の人口であった。2000年の国勢調査では、ショショーニ族の人口は約12,000人であった。

## バンド
ショショーニの人々は活動地域や主な食料源から以下の伝統的なバンドに分類される。
- 東ショショーニ族
  - Kuccuntikka（Guchundeka、バッファロー・イーターズ）[2][7]
  - Tukkutikka（Tukudeka、マウンテン・シープ・イーターズ） - 後に北ショショーニ族に加わった[7]。
  - Boho'inee'（Pohoini、Pohogwe、Sage Grass people、Sagebrush Butte People）[2][7][8]
- 北ショショーニ族
  - レムヒ（Akaitikka、Agaideka、サーモン・イーターズ） - スネーク川上流、レムヒ川バレー[8][8][9]
  - Doyahinee（マウンテン族）[2]
  - Kammedeka、Kammitikka（ジャック・ラビット・イーターズ） - スネーク川、グレート・ソルト湖[8]
  - Hukundüka,（Porcupine Grass Seed Eaters, ワイルド・ウィート・イーターズ）[8][10]
  - Tukudeka（Dukundeka'、シープ・イーターズ） - アイダホ州ソートゥース山脈[8][9]
  - Yahandeka（Yakandika、グラウンドホッグ・イーターズ）[8][9]
- 西ショショーニ族
  - ゴシュート (Kusiutta) - グレートソルト砂漠、グレートソルト湖[10]
  - Kuyatikka（Kuyudikka、ビタールート・イーターズ） - ネバダ州ハレック、メアリーズ川、クローバー・バレー、スミスクリーク・バレー[10]
  - Mahaguadüka（Mentzelia、シード・イーターズ） - ネバダ州ルビーバレー[10]
  - Painkwitikka,（Penkwitikka、フィッシュ・イーターズ） - アイダホ州、ユタ州キャッシュバレー[10]
  - Pasiatikka（レッドトップ・グラス・イーターズ、ディープ・クリーク・ゴシュート） - ディープクリーク・バレー、アンテロープ・バレー[10]
  - Tipatikka（パインナッツ・イーターズ） - 最も北に位置するバンド[10]
  - Tsaiduka（Tule Eaters） - ネバダ州レイルロード・バレー[10]
  - Tsogwiyuyugi - ネバダ州エルコ[10]
  - Waitikka（ライスグラス・イーターズ） - ネバダ州アイオンバレー[10]
  - Watatikka（ライグラス・イーターズ） - ネバダ州ルビーバレー[10]
  - Wiyimpihtikka（バッファロー・ベリー・イーターズ）[10]

## 居留地

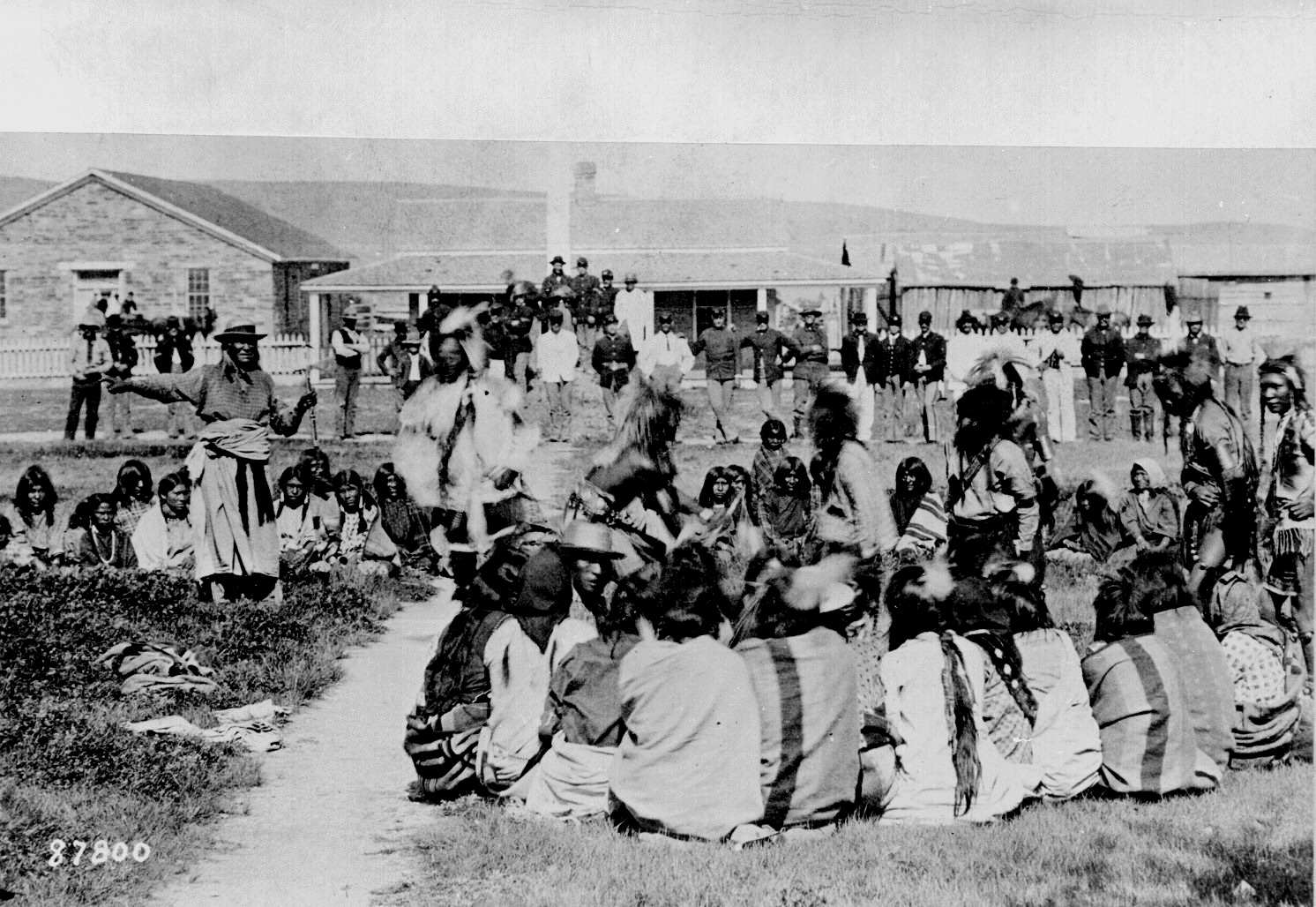
ワイオミング州1892年、フォート・ワシャキー居留地のショショーニ族。写真左側で右手を広げているのがワシャキー酋長。中央で踊っている数人は戦士だと考えられる。

- バトルマウンテン居留地 - ネバダ州ランダー郡
- ビッグ・パイン居留地 - カリフォルニア州インヨー郡、オーウェンズ・バレー中央部
- ビショップ居留地 - カリフォルニア州インヨー郡、オーウェンズ・バレー北部
- デスバレー・インディアン居留地 - カリフォルニア州デスヴァレー国立公園、ティンビシャ・ショショーニ
- ダックバレー・インディアン居留地 - アイダホ州南部・ネバダ州北部、西ショショーニ族、パイユート族
- ダックウォーター・インディアン居留地 - ネバダ州ダックウォーター、イーリー市からは121km離れている
- エルコ・インディアン居留地 - ネバダ州エルコ郡
- イーリー・ショショーニ・インディアン居留地 - ネバダ州イーリー、面積は0.45 km2、約500人が暮らしている
- ファロン・パイユート・ショショーニ居留地 - ネバダ州ファロン近郊、面積は33km2、991人の西ショショーニ族、パイユート族が暮らしている
- フォート・ホール・インディアン居留地 - アイダホ州、面積2,201 km2、レムヒ・ショショーニ、バノック族、パイユート族
- フォート・マクダーミット・インディアン居留地 - ネバダ州・オレゴン州、パイユート族、ショショーニ族
- ゴシュート・インディアン居留地 - ネバダ州・ユタ州、面積449km2、西ショショーニ族
- レムヒ・インディアン居留地 - アイダホ州、レムヒ・ショショーニ、フォート・ホール居留地から移動してきた
- ローン・パイン居留地 - カリフォルニア州インヨー郡、オーウェンズ・バレー下流
- 北西ショショーニ・インディアン居留地 - ユタ州、北西ショショーニ族
- リノ・スパークス・インディアン居留地 - ネバダ州、面積8km2、481人のショショーニ族、パイユート族、ワショ―族が暮らす
- スカルバレー・インディアン居留地 - ユタ州、面積73km2、西ショショーニ族
- サウス・フォーク、オジャーズ・ランチ・インディアン居留地 - ネバダ州エルコ郡
- ウェルズ・インディアン居留地 - ネバダ州エルコ郡
- ウィンド・リバー居留地 - ワイオミング州、面積9,178 km2、2,650人の東ショショーニ族が暮らす。アラパホ族と共有している

## 著名なショショーニ族の人物
- ティナ・マニング
- サカガウィア (1788–1812) - ルイス・クラーク探検隊に同行したレムヒ・ショショーニ
- ワシャキー酋長

## 参考資料
- ロバート・A・マーフィー、ヨランダ・マーフィー 『Northern Shoshone and Bannock』 Handbook of North American Indians: Great Basin, Volume 11. Washington, DC: Smithsonian Institution, 1986: 284–307. ISBN 978-0-16-004581-3
- Shimkin, Demitri B 『Eastern Shoshone.』 Warren L. d'Azevedo, volume editor. Handbook of North American Indians: Great Basin, Volume 11. Washington, DC: Smithsonian Institution, 1986: 308–335. ISBN 978-0-16-004581-3
- デイビッド・H・トーマス、ロラン・S・A・ペンドルトン、Stephen C. Cappannari 『Western Shoshone.』 Warren L. d'Azevedo, volume editor. Handbook of North American Indians: Great Basin, Volume 11. Washington, DC: Smithsonian Institution, 1986: 262–283. ISBN 978-0-16-004581-3